# 요제프 몰
막시밀리앵 요제프 몰(독일어: Maximilien Joseph Moll: 1813년 10월 14일 ~ 1849년 6월 16일)은 독일의 노동운동가, 혁명가다. 독일 노동운동 및 초기 사회주의의 선구자였다.
몰은 1813년 라인란트 쾰른에서 태어났다. 빈곤한 노동계급 가정 출신으로 시계공 도제 생활을 했다. 도제 과정을 마친 몰은 직인으로서 일감을 찾아 유럽 방방곡곡을 다녔다. 그 과정에서 다양한 노동자 단체와 접촉하여 급진정치사상에 노출되었다.
1834년, 몰은 스위스에서 주세페 마치니의 청년 이탈리아당을 모델로 한 비밀결사 청년 독일당에 가입했다. 청년 독일당은 민주주의, 민족주의, 사회개혁 등이 혼합된 의제를 주장했다. 이 시기부터 몰은 노조조직가이자 혁명가인 카를 샤퍼와 친구가 되었다. 1836년, 몰은 스위스에서 추방되어 프랑스 파리로 갔고, 파리에서 공상적 사회주의자 빌헬름 바이틀링의 이념적 지도를 받던 의인동맹에 가맹했다.
1839년, 의인동맹은 아르망 바르베스와 루이 오귀스트 블랑키의 "계절결사"가 주도한 반란에 참여했다. 반란이 진압되자 몰은 영국으로 탈출했다. 1940년, 몰은 런던의 독일계노동자교육협회 창립멤버로 참여했다. 1846년에는 런던으로 본부를 옮긴 의인동맹 중앙위원회 위원이 되었다. 이 시기에 의인동맹은 바이틀링을 밀어내고 새로이 이념적 지도자가 된 카를 마르크스의 영향을 받아 공산주의자동맹으로 재조직화되었고, 몰은 공산주의자동맹 중앙위원회 위원으로 재선출되었다.
1848년 혁명으로 전 유럽이 준동하자 몰은 독일로 귀향했다. 고향 쾰른에서 노동자협회 회장이 되었고, 협회원들에게 마르크스의 사상을 퍼뜨렸다. 1848년 9월, 몰은 봉기에 참여했으나 진압되자 런던으로 다시 탈출했다. 그러나 곧이어 밀항하여 독일로 다시 돌아왔고, 1848년 5월 바덴 혁명에 참여해 열렬히 투쟁했다. 1848년 6월 28일, 몰은 무르크 근교의 로텐펠스에서 전사했다.
몰은 초기 독일 노동운동사의 중요한 인물로서, 수많은 노동자 단체의 조직화에 역할을 수행했다. 그는 카를 마르크스의 초기 지지자 중 하나로, 노동운동이 바이틀링으로 대표되는 상공인(artisan) 사회주의와 블랑키 등의 음모적 반란주의로부터 벗어나 마르크스의 과학적 사회주의가 노동계의 대세가 되어가던 이행기를 대표하는 인물이다.

## 참고 자료
- Beloussowa, N., 'Joseph Moll'. In: Marx und Engels und die ersten proletarischen Revolutionäre. Berlin 1965, pp. 42–75.
- Becker, G., 'Joseph Moll. Mitglied der Zentralbehörde des Bundes der Kommunisten und Präsident des Kölner Arbeitervereins.' In: Bleiber, H., et al. (ed's), Männer der Revolution von 1848. Vol. 2. Berlin 1987 pp. 53–84.